# Gervasius und Protasius

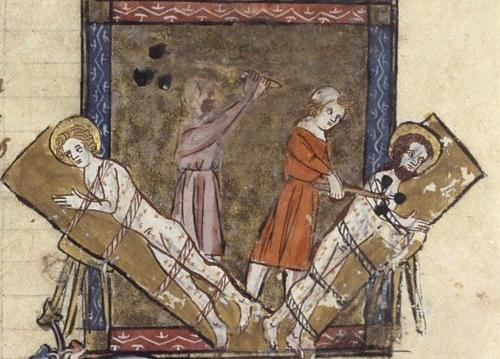
Martyrium von Gervasius und Protasius (14. Jh.)

Gervasius und Protasius  von Mailand (französisch Gervais et Protais, englisch Gervase and Protase; * im 3. Jahrhundert, † um 300, möglicherweise in Mediolanum) sind zwei christliche Märtyrer und Heilige. Der Name Gervasius bedeutet der „Speerknecht“, Protasius „der Vorangestellte“.

## Vita

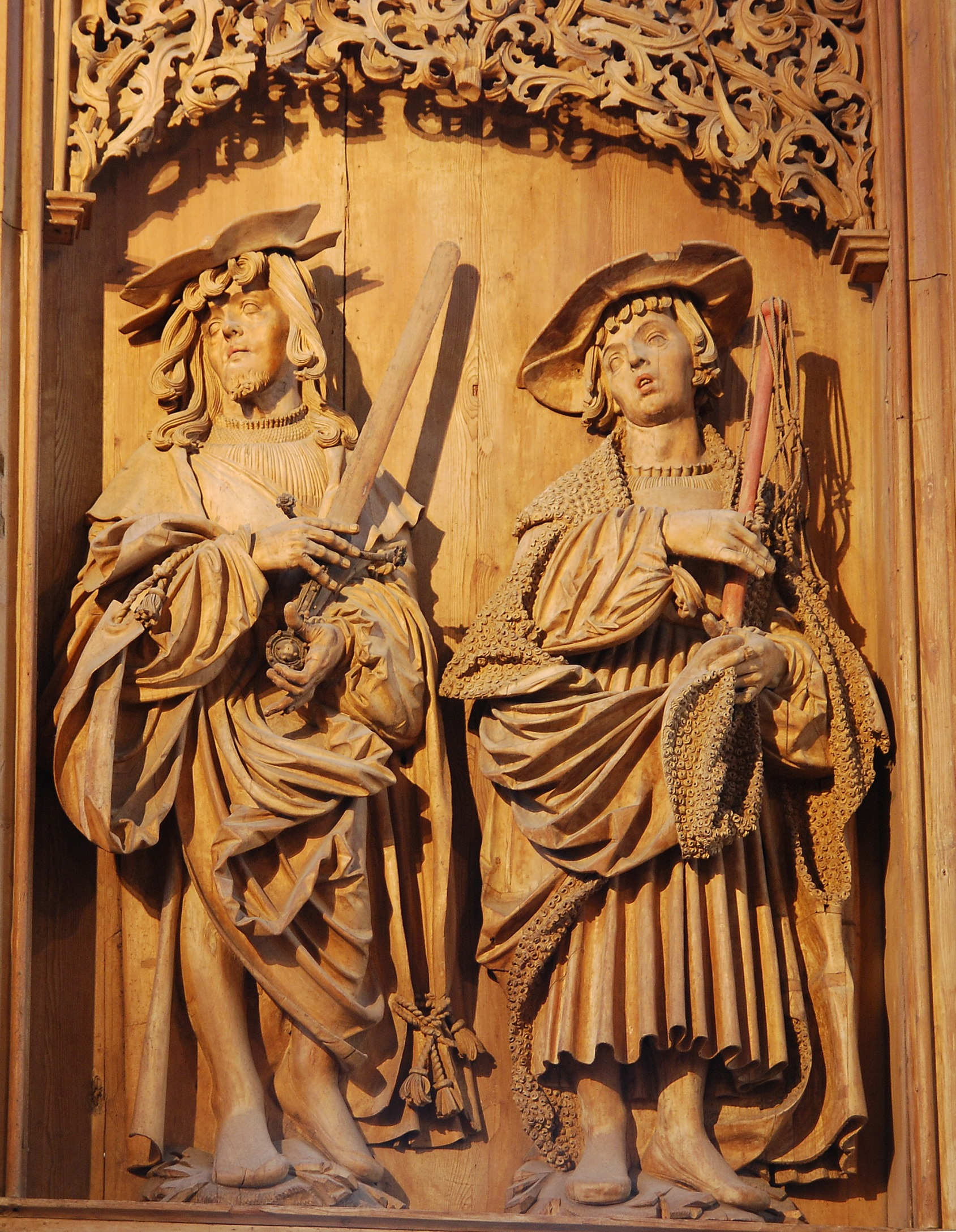
Gervasius und Protasius (Meister HL, Hochaltar zu Breisach, 16. Jh.)

Gervasius und Protasius starben vermutlich zusammen um 300 unter Kaiser Diokletian den Märtyrertod in Mailand. Genaueres über ihr Leben und Sterben ist nicht bekannt. Sie sollen die Kinder von Vitalis und Valeria gewesen sein und – zusammen mit ihrem Vater – von Gaius von Mailand getauft worden sein.
Einer Legende nach waren Gervasius und Protasius Zwillinge zur Zeit Neros. Sie wurden in Rom gefangen genommen, nach Mailand gebracht, wo Gervasius mit Bleigeißeln zu Tode gepeitscht und Protasius enthauptet wurde.

## Verehrung
Nach einem Traum entdeckte Ambrosius von Mailand die Gebeine der Heiligen Gervasius und Protasius am 17. Juni 386 in der früheren Basilika der Heiligen Nabor und Felix. Ambrosius ließ die Gebeine in die von ihm erbaute nahe Kirche (heute Sant’Ambrogio) überführen, in der er später auch selbst beigesetzt wurde. Die Reliquien der drei Heiligen Ambrosius, Gervasius und Protasius befinden sich heute gemeinsam in der Krypta der Basilika Sant’Ambrogio in Mailand. Die Titelkirche der beiden Heiligen (zusammen mit Vitalis und Valeria) ist Santi Vitale e Compagni martiri in Fovea.
Weitere wichtige Reliquienstätten sind die Basilika von Rapallo und die Kathedrale von Città della Pieve (beide Santi Gervasio e Protasio geweiht) in Italien, und die  Kathedralen von Soissons (Saintes-Gervais-et-Protais), sowie von Le Mans (Saint-Julien) und von Sées (Notre-Dame), und wohl auch früher in der Kirche zu Civaux (Saintes-Gervais-et-Protais) in Frankreich.
Im Jahr 1162 soll Rainald von Dassel Reliquien der Heiligen Gervasius und Protasius nach Breisach gebracht haben, wo sich im Münster ein entsprechender Reliquienschrein befindet.

### Patronate

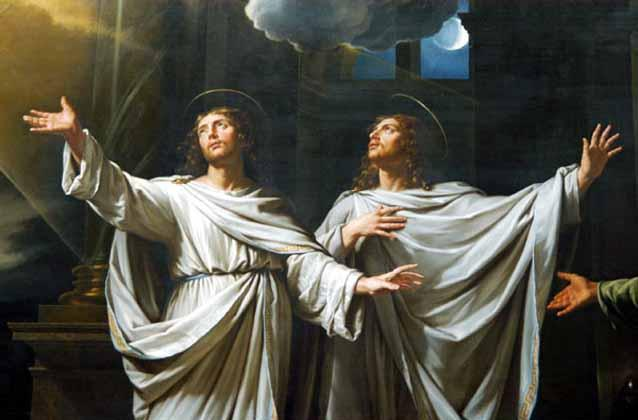
Philippe de Champaigne: Gervasius und Protasius, 1658

Die Heiligen sind Schutzpatrone der Städte und Gemeinden Alpartir (Spanien) Bormio, Breisach am Rhein (Deutschland), Bariano, Città della Pieve, Cortenova, Domodossola, Marudo, Mailand, Novate Milanese, Rouen (Frankreich), Sondrio, Spirano, Torri di Quartesolo, Villalengua (Spanien, Sangre de San Gervasio y San Protasio).
Kirchen siehe Gervasius-und-Protasius-Kirche
Sie gelten als Schutzheilige der Kinder und Heuarbeiter. Sie werden gegen Diebstahl und für eine gute Heuernte angerufen.
Johann Martin Brunck (1648–1717) (LThK) hatte als Ordensnamen Gervasius von Breisach.
Zum Personennamen siehe Gervais (Name) (frz.), Gervase, Jervis (engl.)
Bei den katholischen Thomaschristen Indiens gibt es mehrere alte „Gervasius und Protasius Kirchen“. Sie rühren daher, dass bei den Thomaschristen die beiden Brüder und Bischöfe Mar Sabor und Mar Proth traditionell als Heilige galten. Ihr Festtag war der 19. Juni, auf den in der westlichen Kirche das Fest der Heiligen Brüder Gervasius und Protasius fiel. Die Synode von Diamper verbot 1599 die Verehrung von Mar Sabor und Mar Proth, da beide aus der Assyrischen Kirche des Ostens stammten. Gleichzeitig erging die Anordnung, dass alle ihre Kirchen auf das Patrozinium Gervasius und Protasius oder Allerheiligen umzuweihen seien. Dadurch erlangten die Mailänder Heiligen auch in Indien Bekanntheit, wo sie vorher unbekannt waren.

### Attribute
Zu den Attributen des Heiligen zählen das Geißel und die Keule, sowie die Märtyrerkrone.

### Gedenktag
Ihr Gedenktag ist
- katholisch am 19. Juni
  - in Soissons: Auffindung der Gebeine: 25. März
  - in Le Mans und Séez: Übertragung der Gebeine: 13. Dezember
- orthodox am 14. Oktober, zusammen mit Nazarius und Celsius
- armenisch am 7. Oktober

Am 19. Juni soll auch die Herforder Vision, die älteste bekannte Marienerscheinung nördlich der Alpen, stattgefunden haben.

### Bauernregel
Die dem Gedenktag entsprechende Bauernregel lautet:
Wenn’s regnet auf Gervasius, es vierzig Tage regnen muss.
Die Regel findet sich bekannter zum Siebenschläfertag.